# Premier cimetière d'Athènes
Le premier cimetière d’Athènes (grec moderne : Πρώτο Νεκροταφείο Αθηνών, Próto Nekrotafío Athinón) est le plus ancien cimetière de la capitale grecque. 
Il est important non seulement parce que les personnalités les plus connues y reposent dès la fondation de l’État grec moderne (1833), mais aussi car il contient des œuvres sculpturales d’artistes de renom, représentant le néoclassicisme dans la sculpture et l’architecture grecques du XIXe siècle. 
Bâti dans le centre historique athénien, il se situe au sud de l’Acropole dans le quartier Mets, non loin du temple de Zeus Olympien, du fleuve Ilissós et du stade panathénaïque.

## Histoire[4]
L’acte constitutif du premier cimetière est basé sur le décret royal du 28 mars / 9 avril 1834 « Des cimetières et de l’ensevelissement des morts », interdisant dès lors les enterrements dans et autour des églises et les confiant aux municipalités. Les premiers travaux sont de l’architecte de la ville d’Athènes Friedrich Stauffert et datent de 1837. 
Le cimetière était dans un premier temps destiné aux chrétiens orthodoxes. Le premier plan officiel connu est celui de l’ingénieur de la mairie d’Athènes Armódios Vláchos, de 1896. Il est construit le long d’un axe unissant l’entrée et le temple de Saint-Lazare. De chaque côté, les tombes les plus importantes ont une place de choix. Cette disposition renvoie au dromos du cimetière antique du Céramique. 
Dans le plan de 1910, l’architecte de la ville Spýros G. Zervós prévoit, entre autres, un complexe d’entrée, de bureaux, de chambres mortuaires, ainsi qu’un ossuaire. Des agrandissements qui ont eu lieu entre 1859 et 1943 ont dénaturé l’atmosphère de jardin romantique, orné de pins et de cyprès ; les besoins en place font que les monuments les plus récents sont petits et d’une valeur esthétique moindre, avec peu de végétation.[réf. nécessaire]

## Les temples et autres constructions[6]
- Temple de Saint-Lazare (en grec moderne : Άγιος Λάζαρος, Ágios Lázaros), construit en 1840 et refait en 1859.
- Temple des Saints-Théodores (Άγιοι Θεόδωροι, Ágii Theódori), construit entre 1899 et 1901 d'après le projet de l'architecte Armódios Vláchos. Polychrónis Lebésis (en) y a créé les hagiographies.
- L’église catholique de Saint-Charles (Άγιος Κάρολος, Ágios Károlos), construite en 1928, donation de la famille d’origine bavaroise Fuchs. En 1928 fut construit l’ossuaire, en style byzantin, d'après le projet de l'architecte Emmanouíl Lazarídis (el).
- Le complexe d’entrée du cimetière[7], construit en 1939 d'après le projet de l'architecte Áris Konstantinídis (en).

Le premier cimetière d’Athènes est classé monument historique.

## Galerie

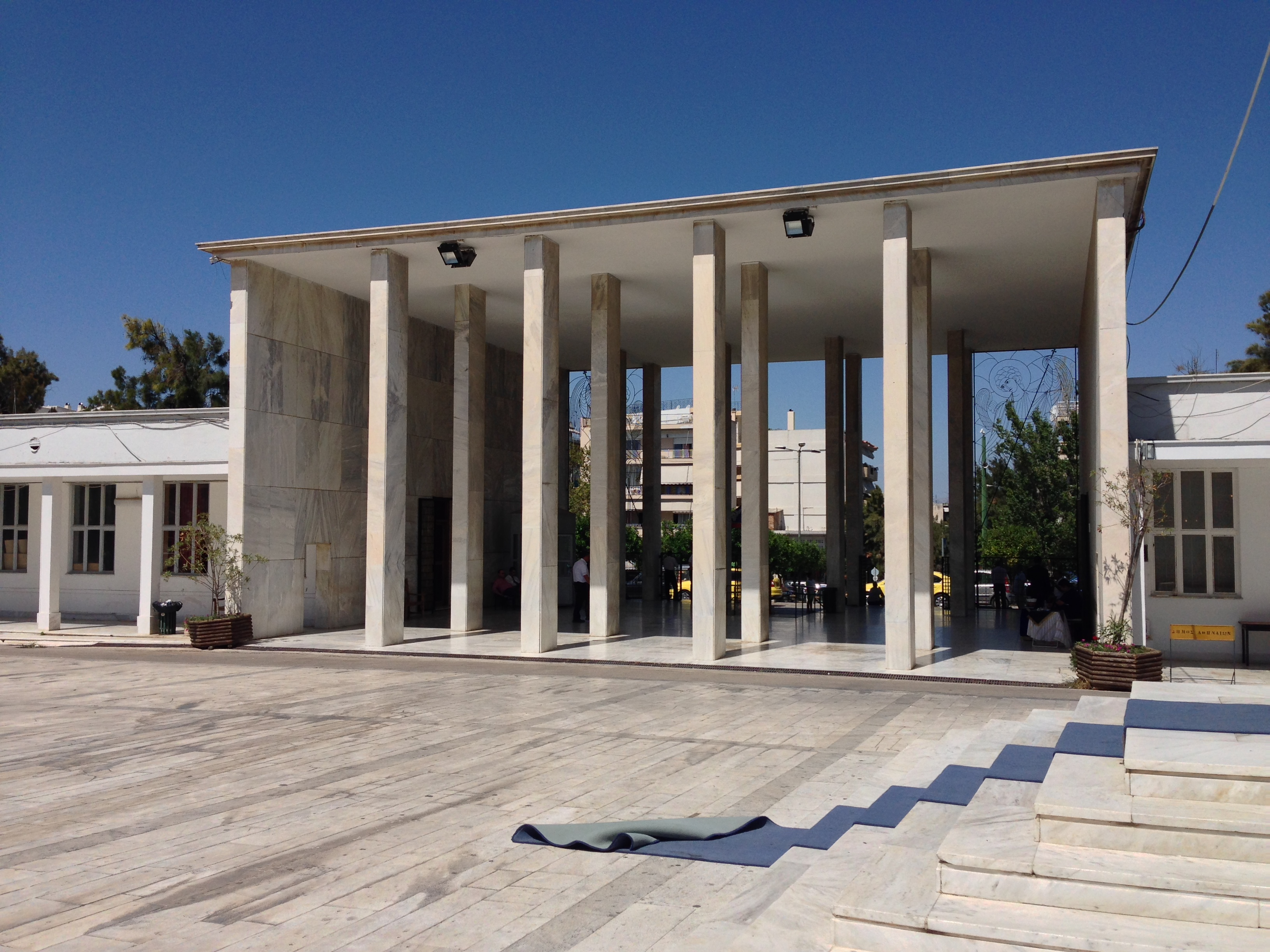
Entrée.
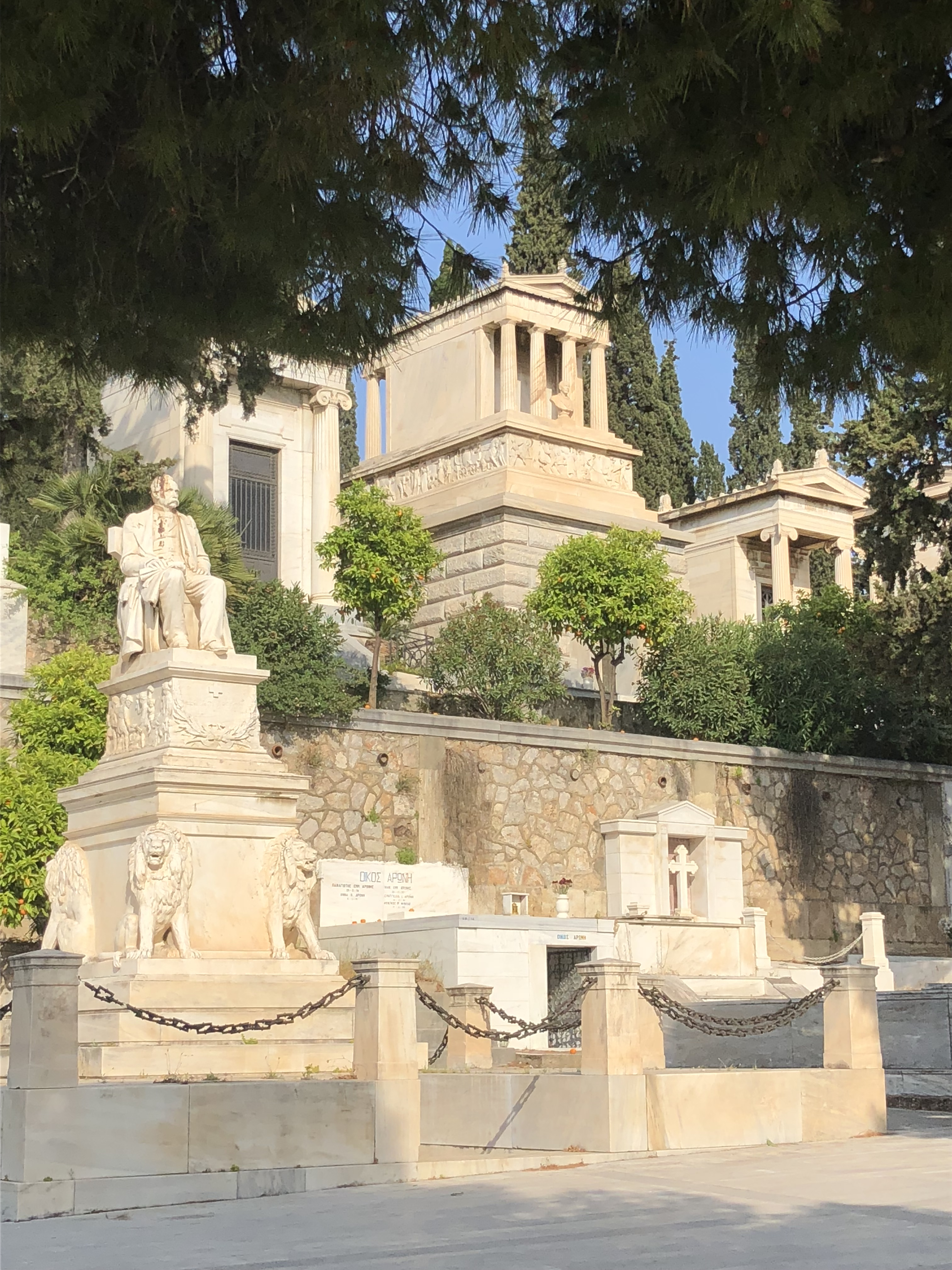
Vue générale.
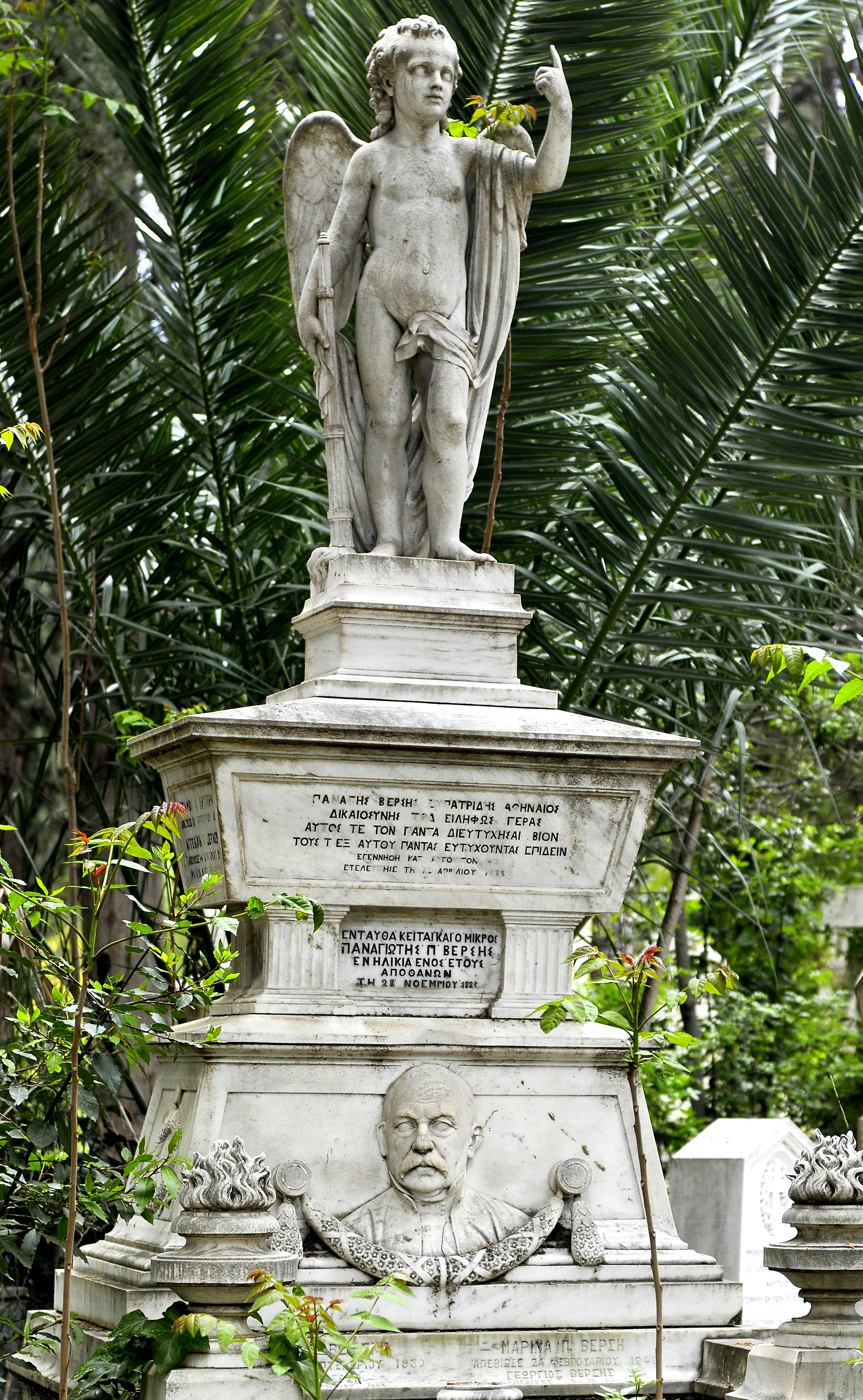
Statue d'ange.
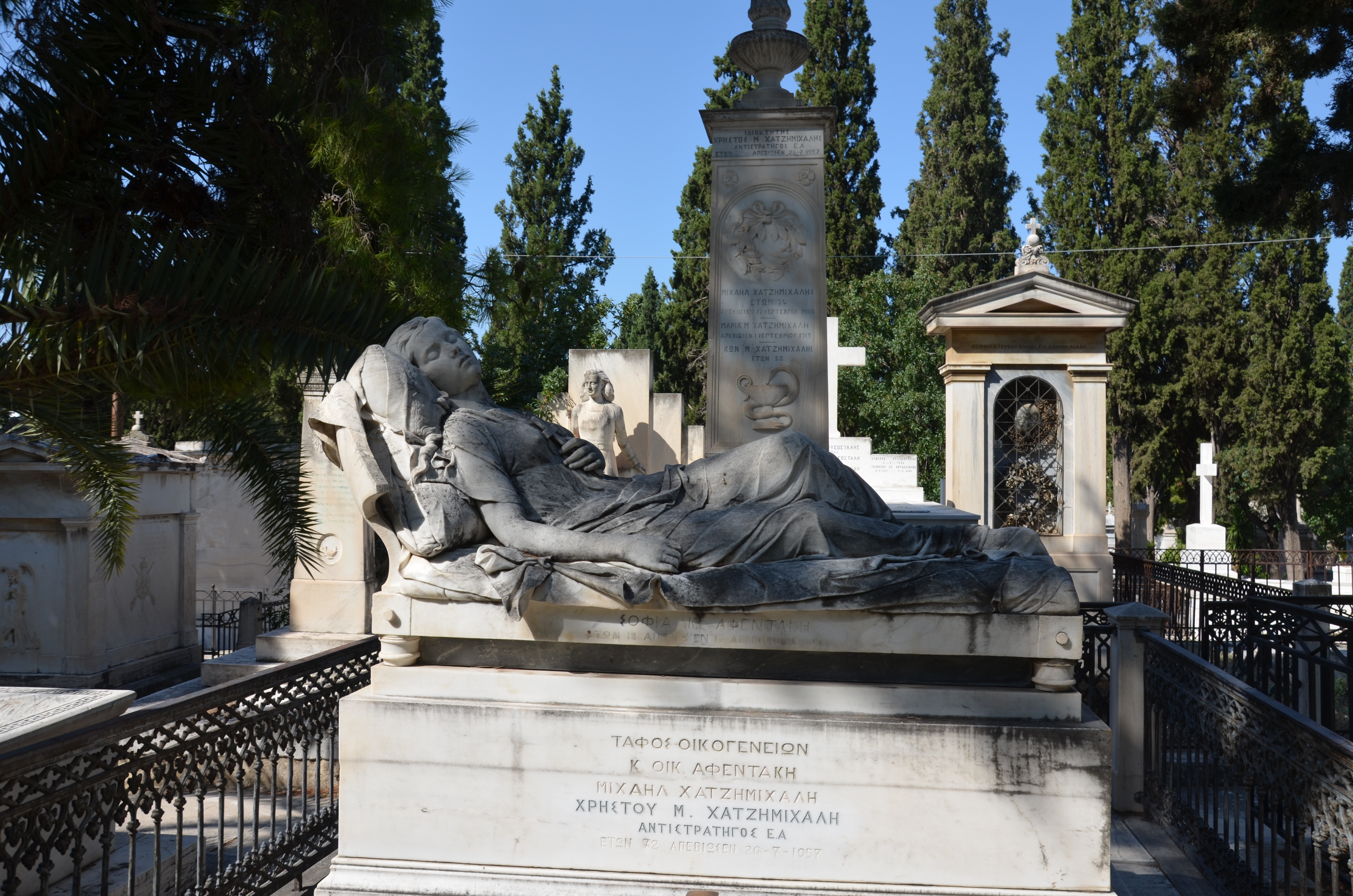
La Dormeuse de Chalepás (el), tombe de Sofía Afedáki.
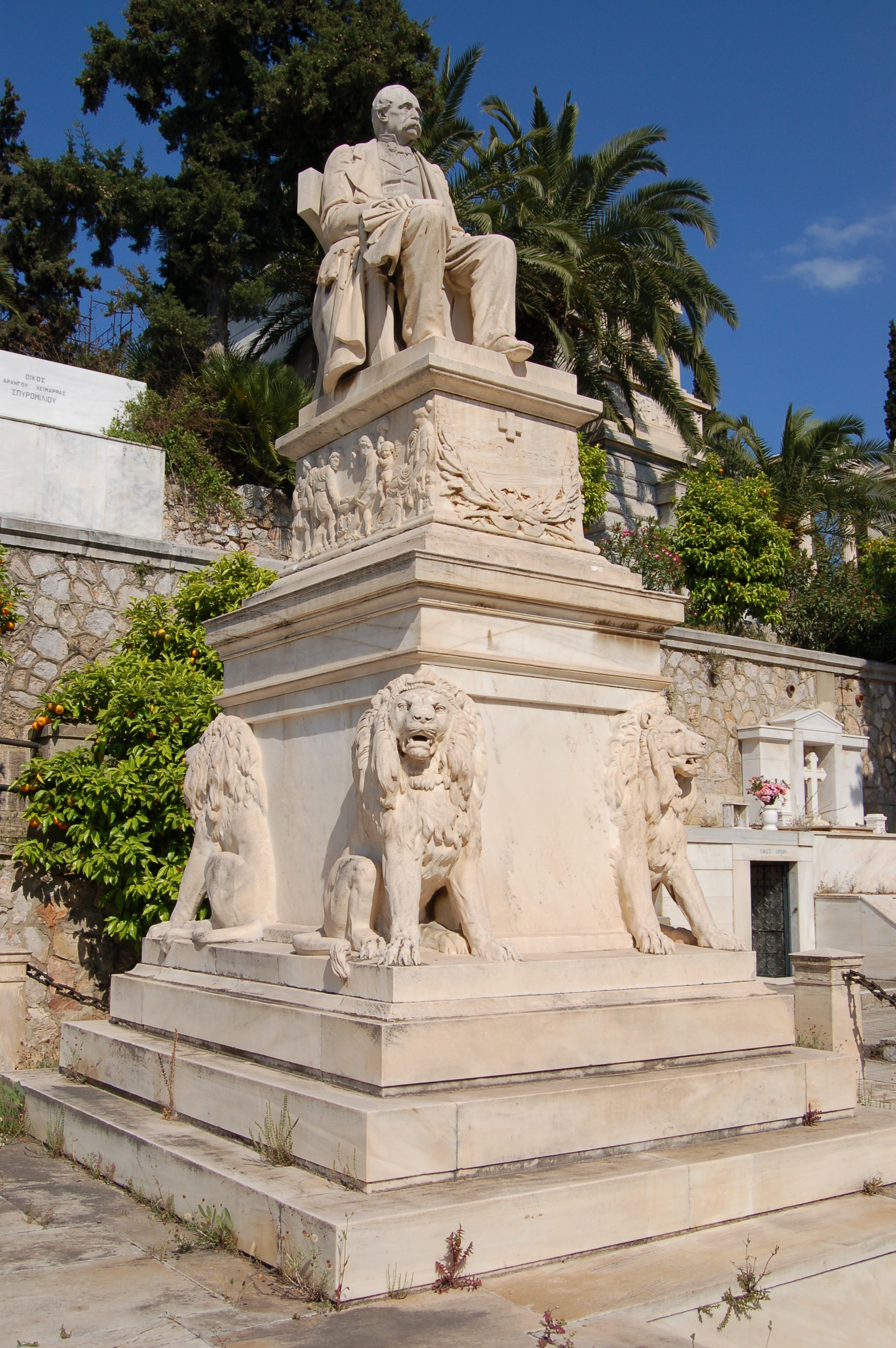
Tombe de Georges Averoff.
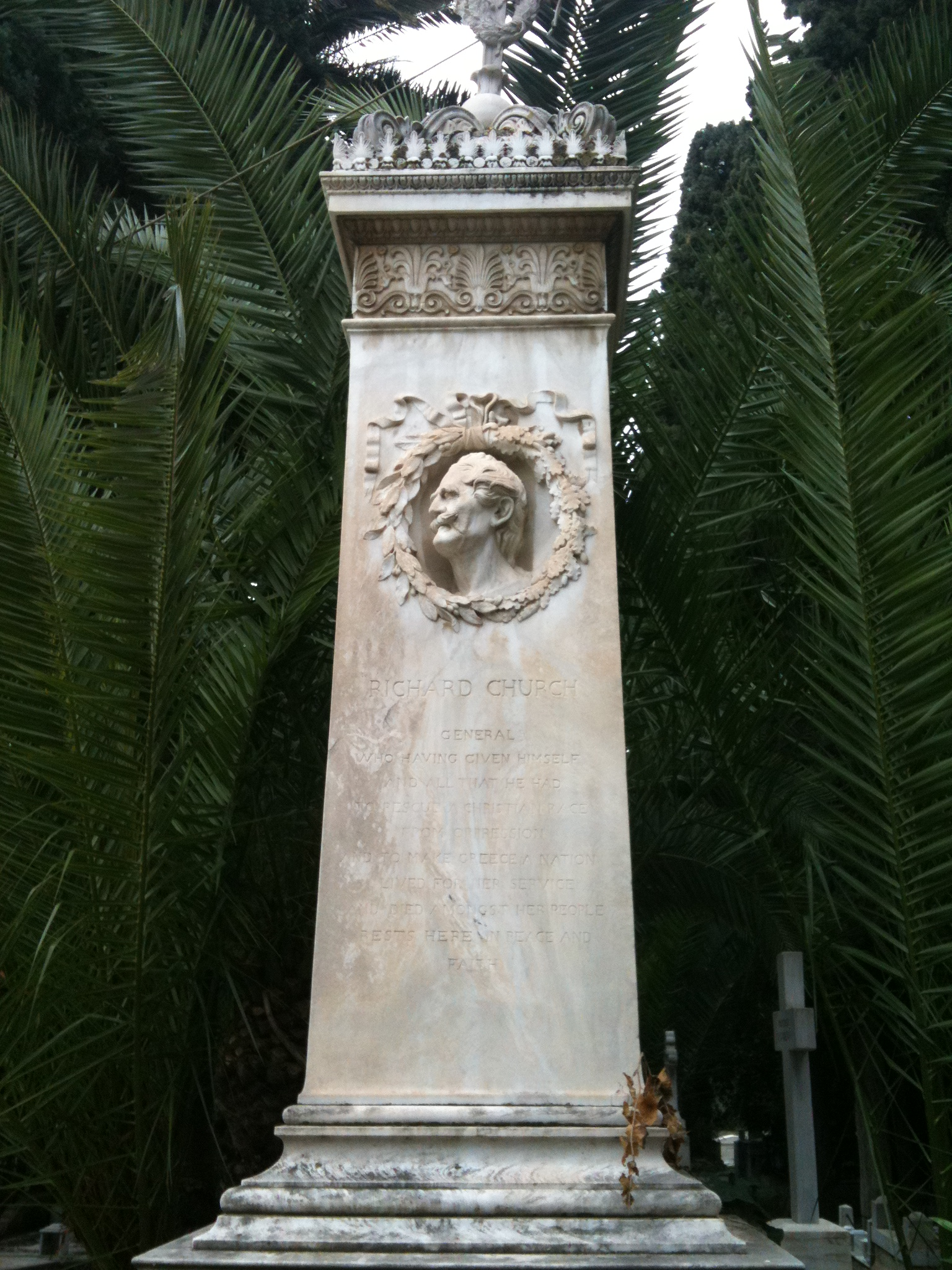
Tombe de Richard Church.
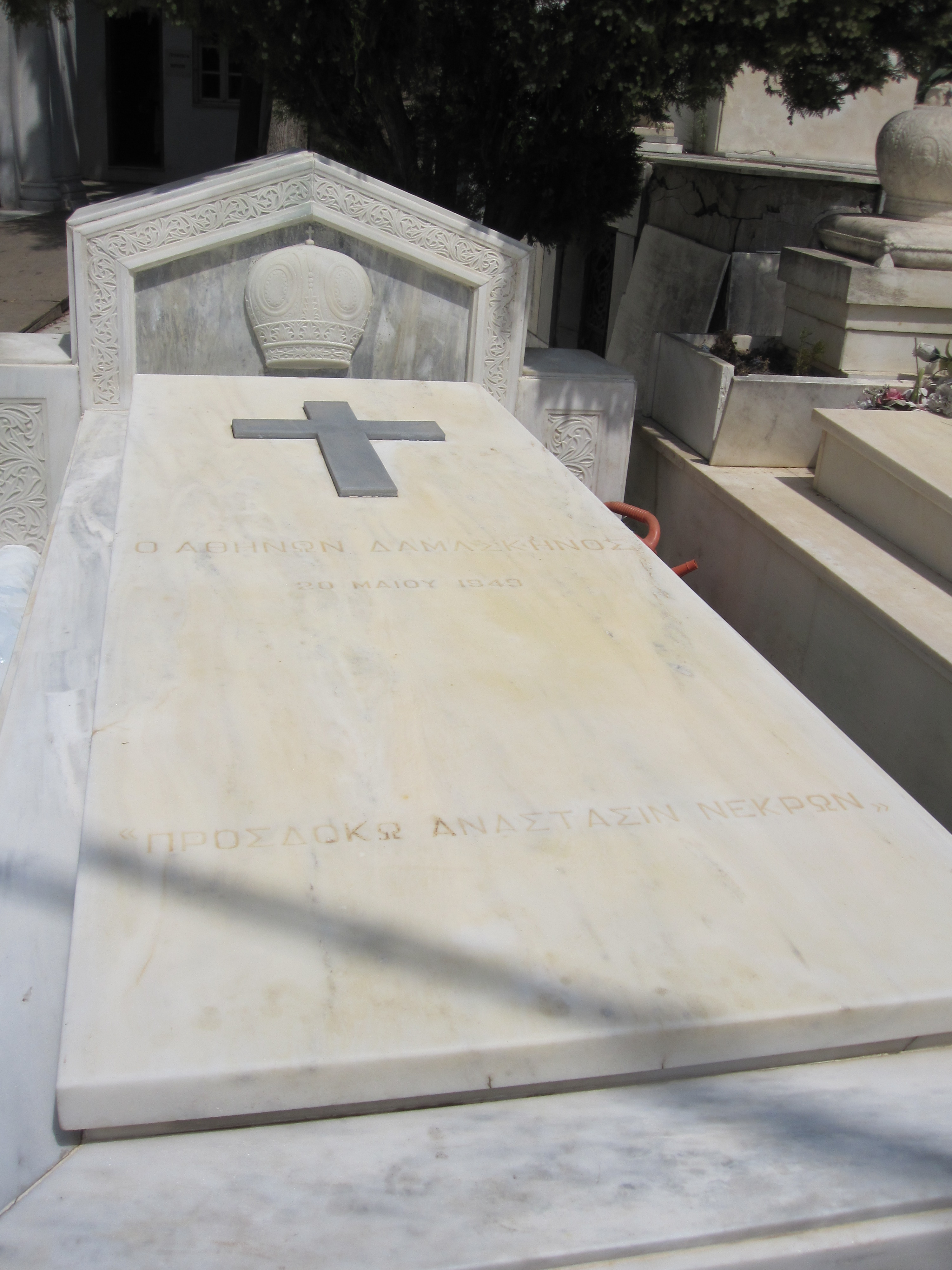
Tombe de Damaskinos d'Athènes.
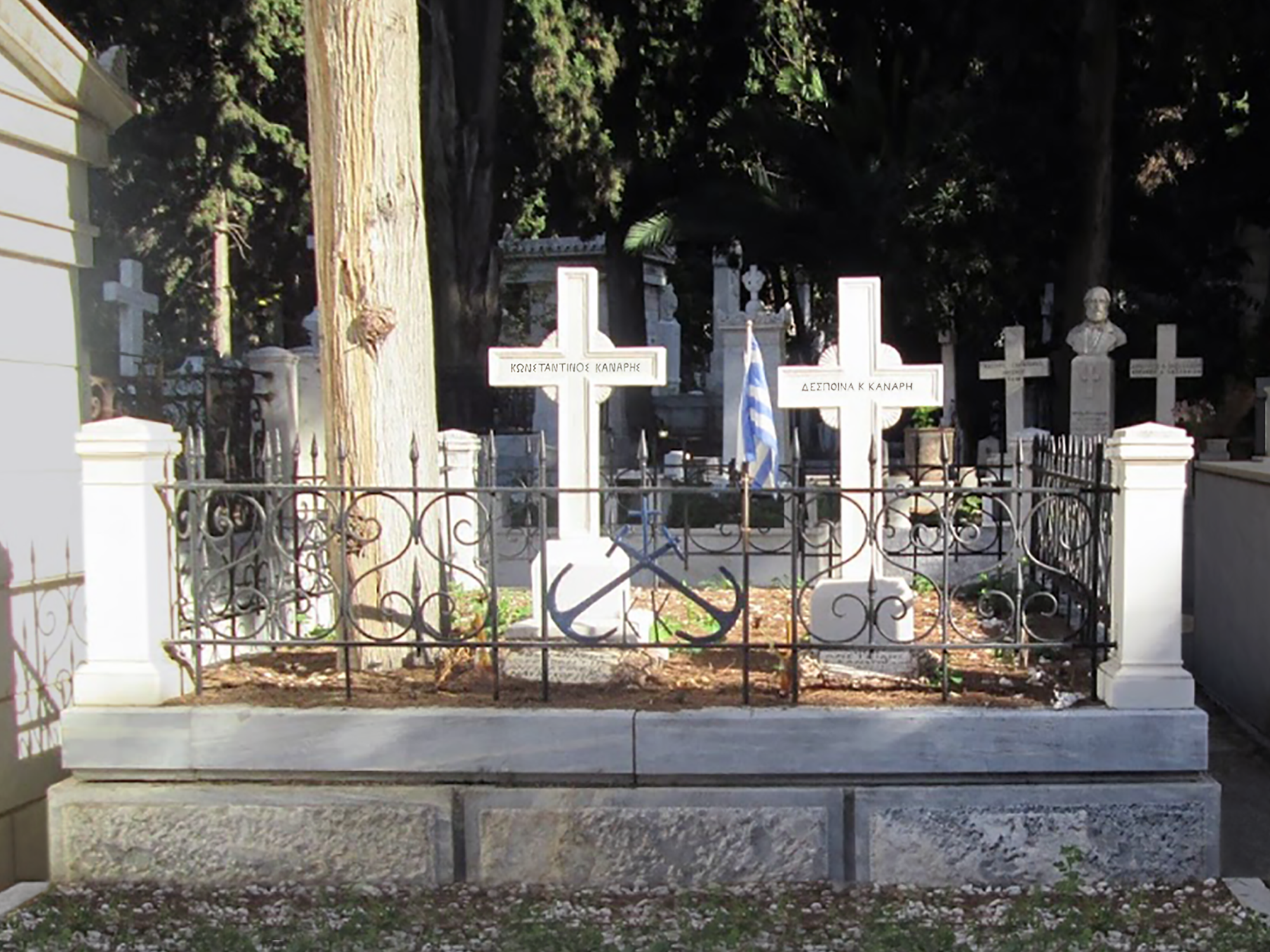
Tombe de Konstantínos Kanáris.
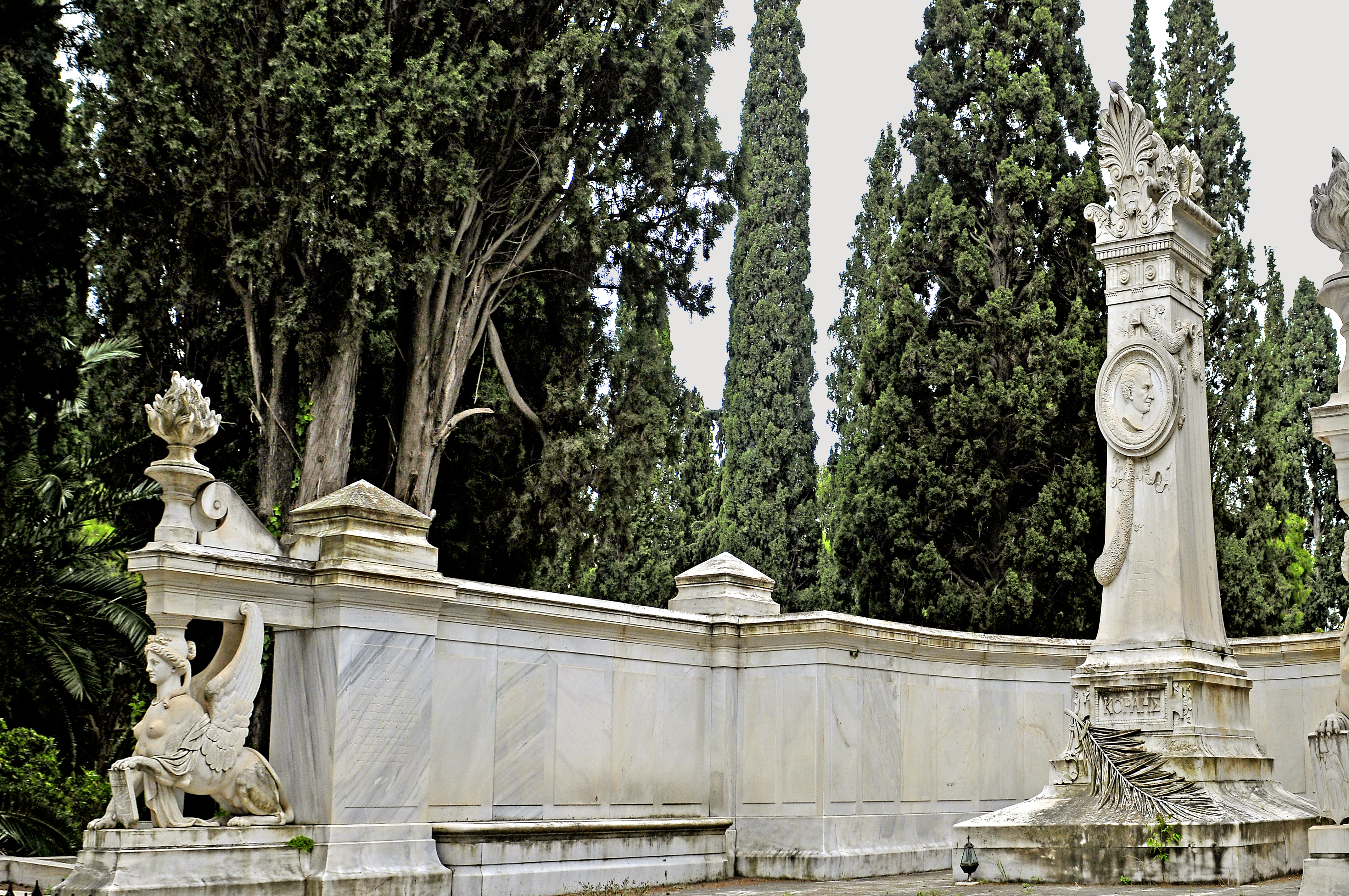
Tombe de Adamántios Koraïs.
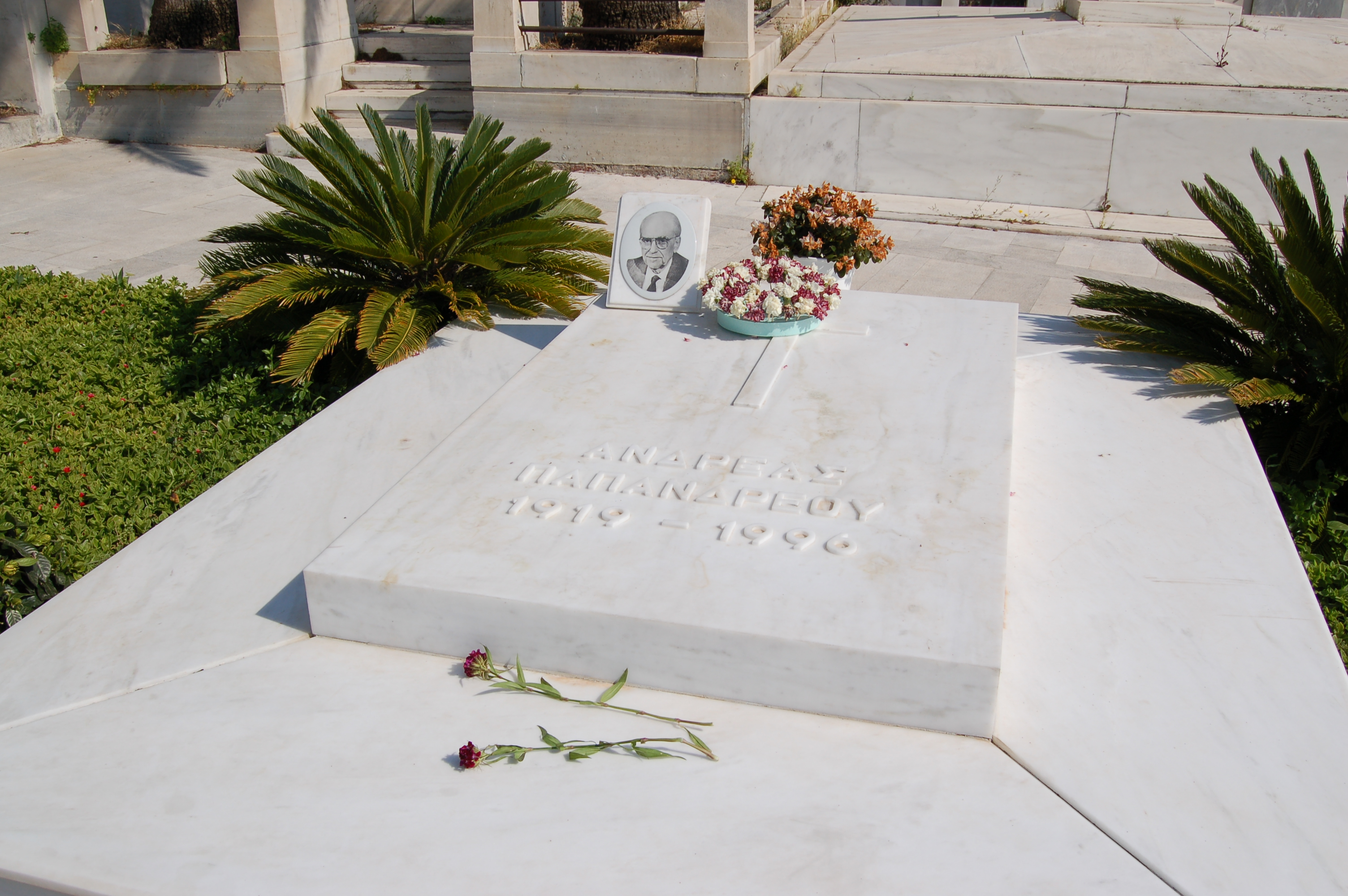
Tombe de Andréas Papandréou.
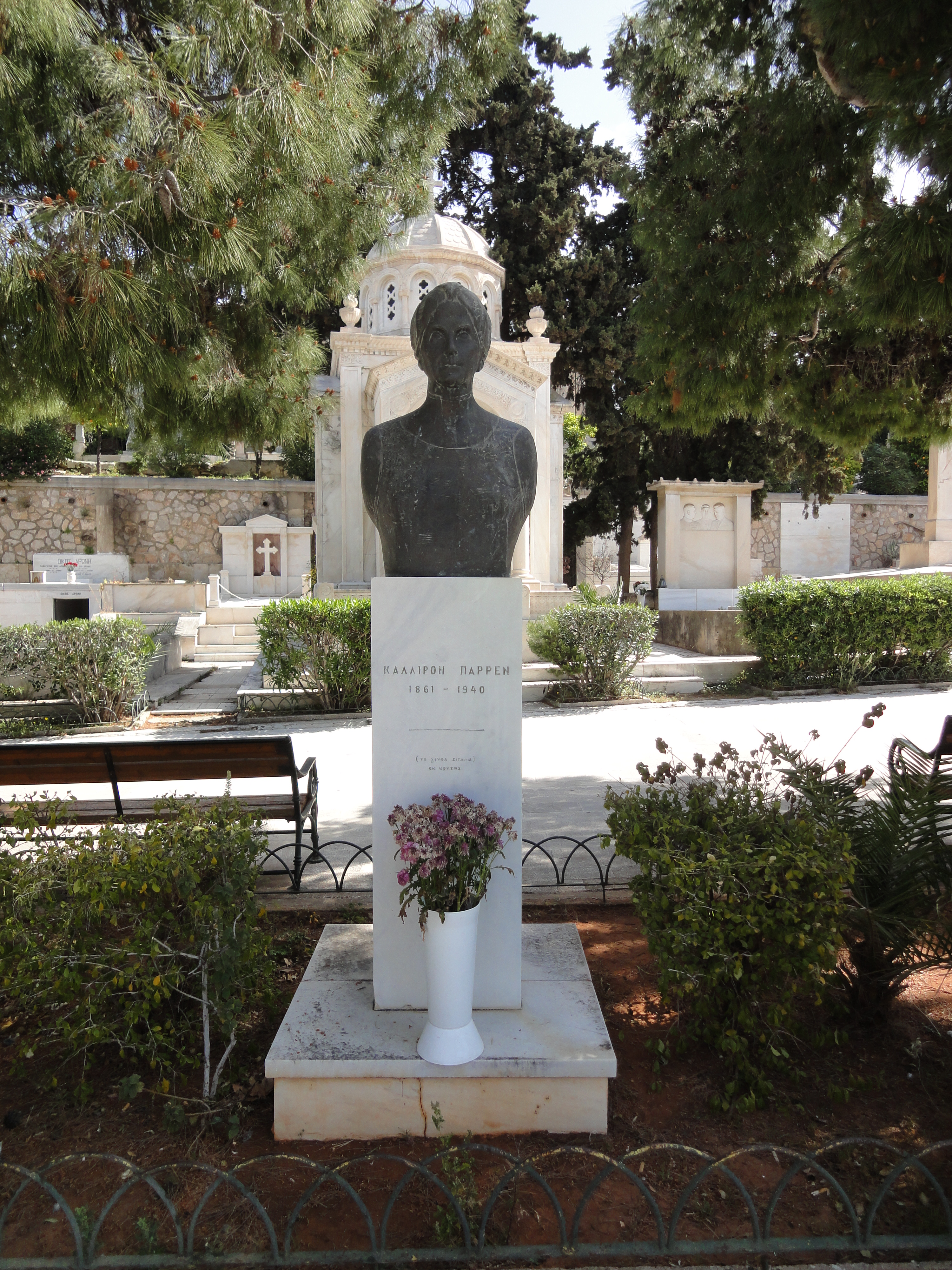
Tombe de Kallirrói Parrén.
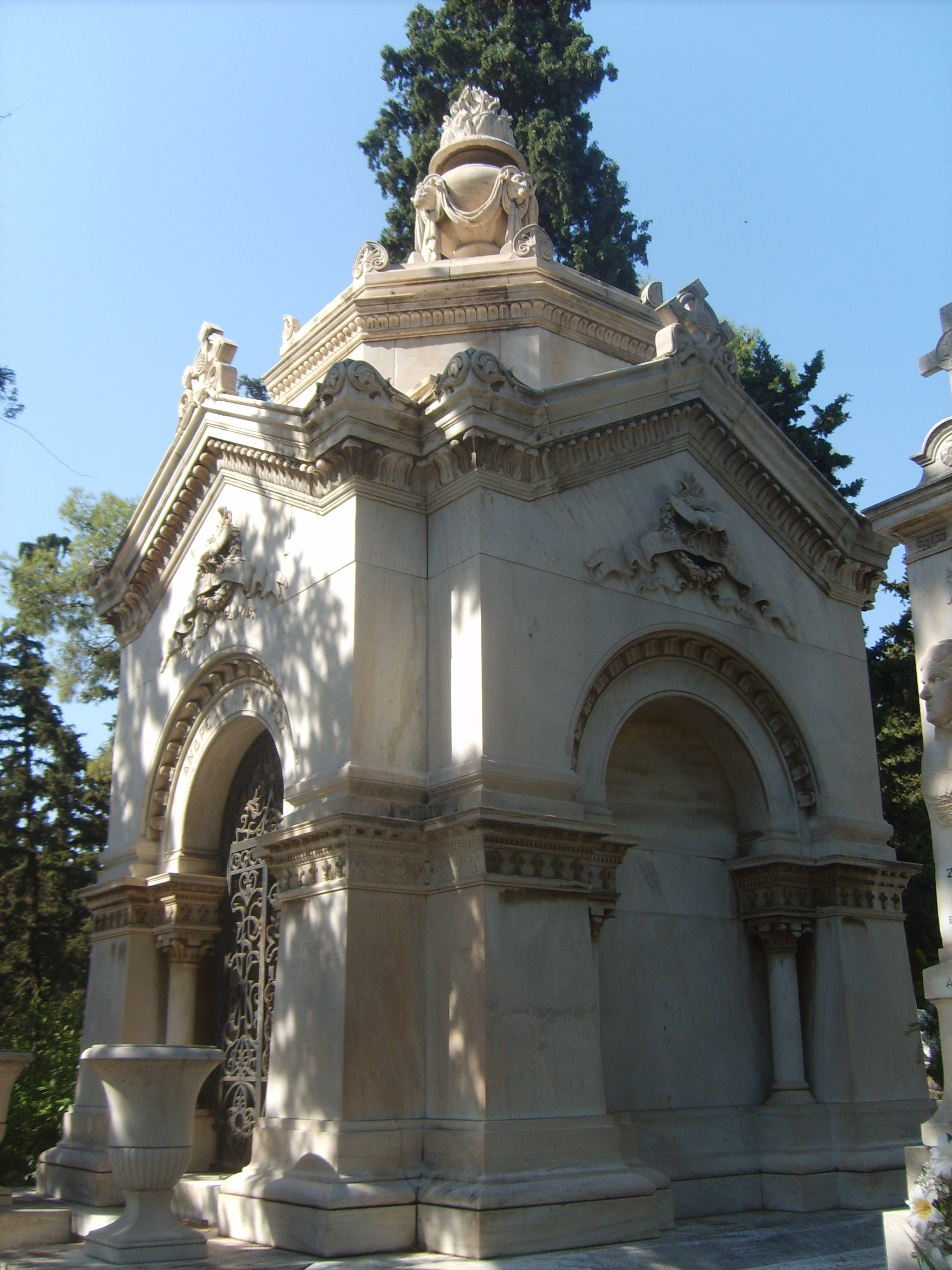
Tombe de Andréas Syngrós.
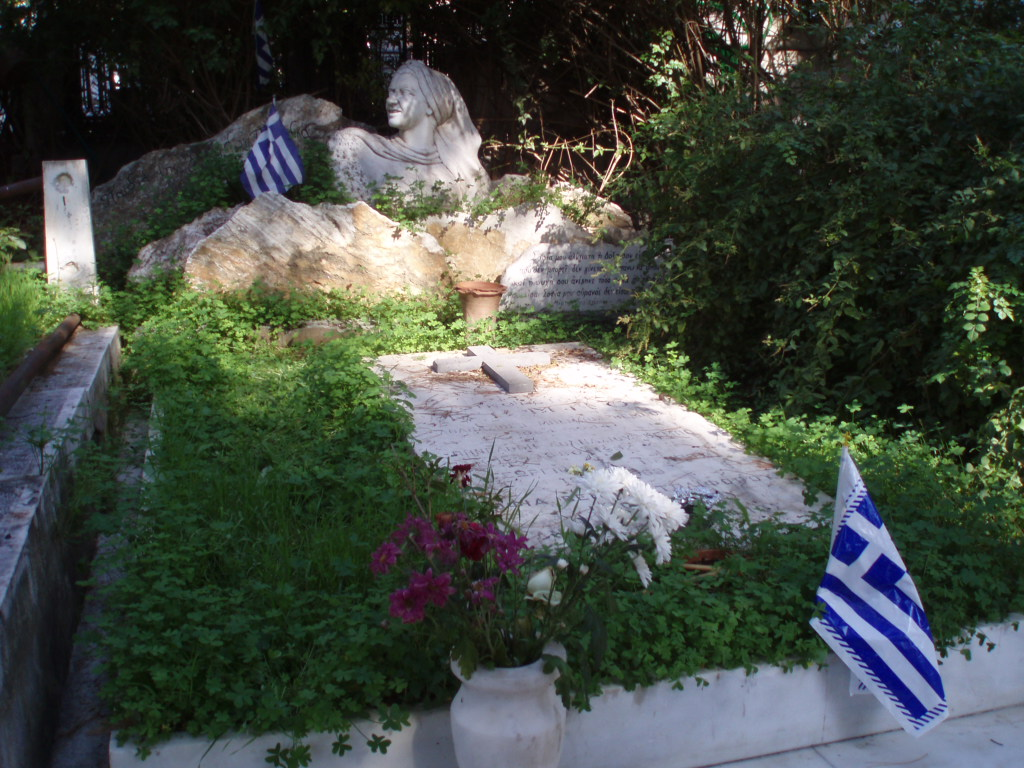
Tombe de Sofía Vémbo.